# Наводнение в Кении и Танзании (2024)
Наводнения в Кении и Танзании — наводнения, вызванные сильными дождями в Восточной Африке, начавшиеся в середине апреля 2024 года. От стихийного бедствия пострадали Кения, Танзания и Сомали. В результате наводнений погибло более 400 человек, свои дома вынуждены были покинуть 637 тыс. человек.

## Причины наводнений
Причиной сильного наводнения стало природное явление, называемое диполь Индийского океана, который возникает вследствие разности температур поверхности воды западной и восточной частей Индийского океана, дополнительно усугубленное схожим природным явлением в экваториальной части Тихого океана — Эль-Ниньо, из-за одновременного сочетаний этих феноменов дожди в Восточной Африке стали особенно экстремальными.

## Кения

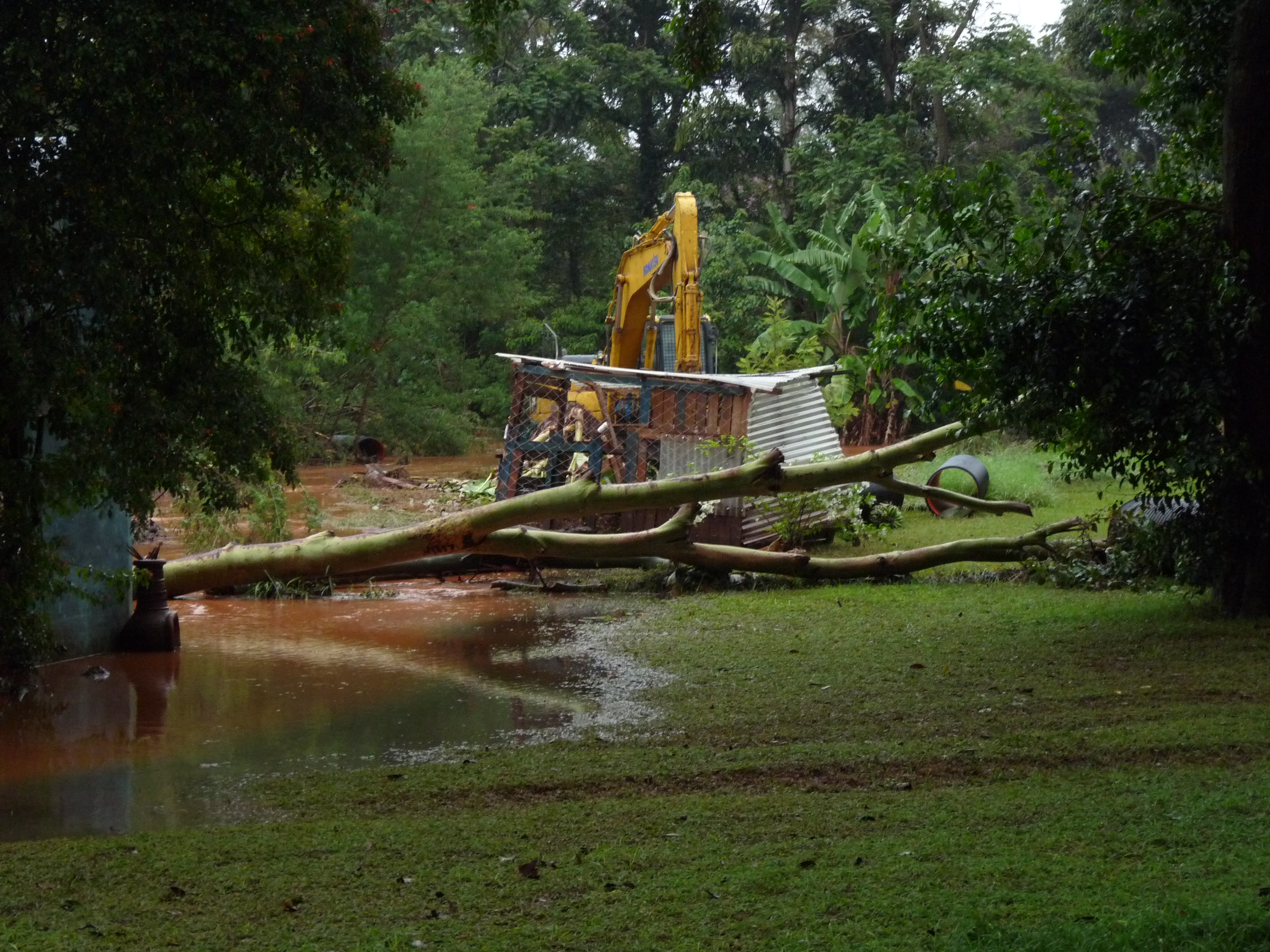
Упавшее дерево после наводнения в Кении

Сезон дождей в Кении начался в марте, в течение 2 месяцев осадки почти не прекращались. Наводнение затронуло 33 из 47 округов Кении. Наиболее пострадавшим регионом оказалась столица страны, Найроби, в первую очередь её трущобы, где жило около 550 тыс. человек.
29 апреля 2024 года неподалеку от города Май-Махиу обрушилась железнодорожная насыпь, что привело к гибели ещё 61 человека.
По состоянию на 8 мая 2024 года в Кении погибло 238 человек. По итогам наводнения правительство страны начало снос жилья в низкорасположенных частях Найроби.
Президент Кении Уильям Руто объявил 10 мая 2024 года выходным днем в память о жертвах наводнения.

## Танзания

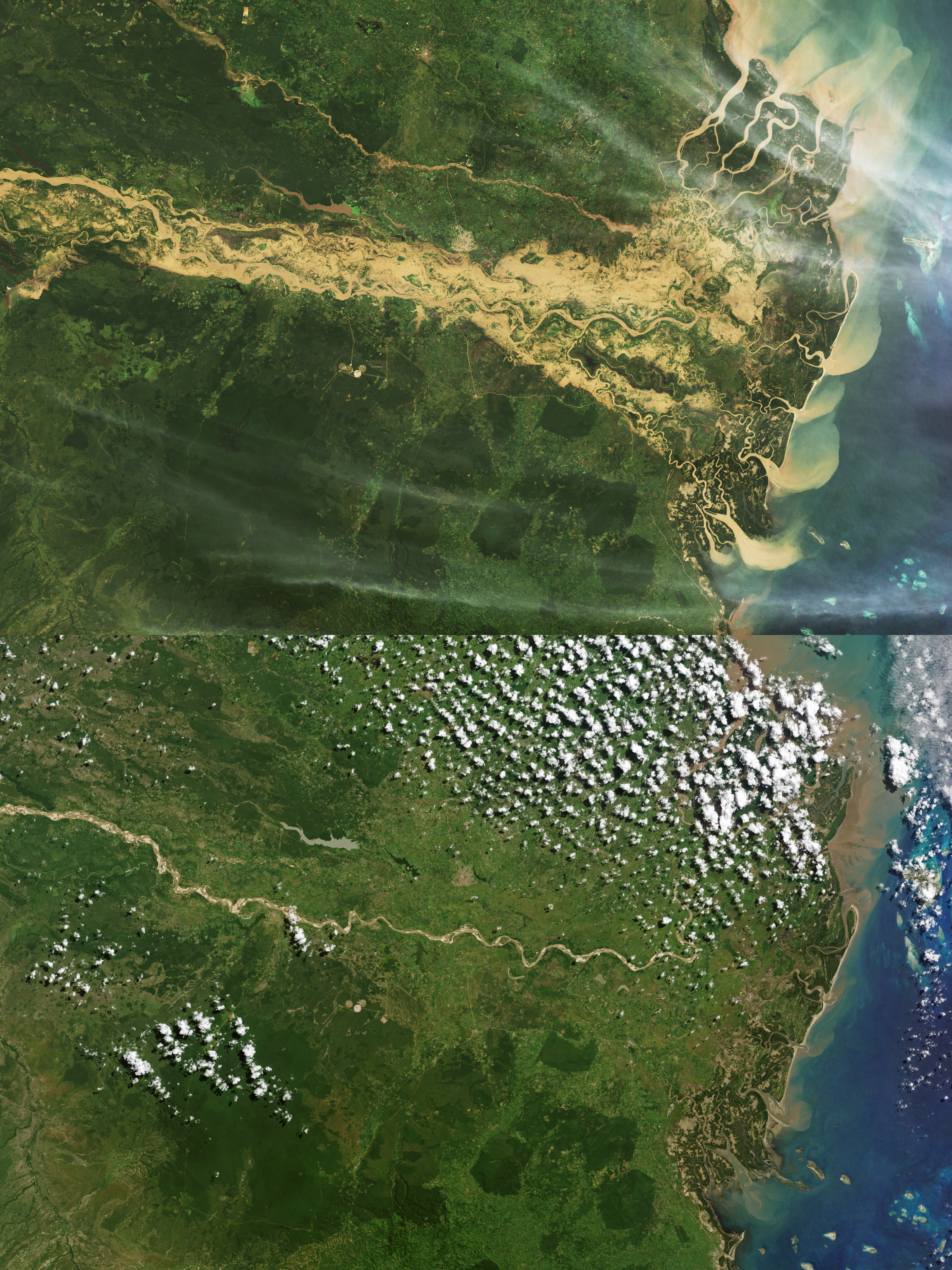
Разлив реки Руфиджи в Танзании

Наиболее пострадавшим регионом Танзании стал округ Руфиджи области Пвани. В результате наводнений погибло не менее 161 человека, было повреждено более 10 тысяч домов и пострадало 210 тысяч человек в 51 тысяче домохозяйств.